# 李续 (诗人)
李续（?—?），唐朝官员、诗人，出自赵郡李氏。
父亲蘇州刺史李事舉。李续早年尝为柳公绰幕僚。唐穆宗长庆年间，为李逢吉八关十六子之一，唐文宗大和元年四月，由山南东道节度副使贬为涪州刺史。唐宣宗大中年间，累官至同州刺史、曹州刺史。绵州刺史于兴宗登越王楼。李续时在同州，有诗酬和。今《全唐诗》卷五六四存李续之诗一首，即此诗。崔暇娶李续的女儿为妻。李续生李近仁、李體仁。李近仁官至汝州刺史，生李煦，字秉融；李薰。李體仁官至江州刺史，生李崇鼎，字重周；李成彥。 